# Portland (Teksas)
Portland – miasto w Stanach Zjednoczonych, w stanie Teksas, w hrabstwach San Patricio i Nueces.

## Demografia
Według przeprowadzonego przez United States Census Bureau spisu powszechnego w 2010 miasto liczyło 15 099 mieszkańców, co oznacza wzrost o 1,8% w porównaniu do roku 2000. Natomiast skład etniczny w mieście wyglądał następująco: Biali 88,2%, Afroamerykanie 1,6%, Azjaci 1,3%, pozostali 8,9%. Kobiety stanowiły 50,5% populacji.